# Anthony Kaldellis
Anthony Kaldellis (en griego: Αντώνιος Καλδέλλης; nacido el 29 de noviembre de 1971) es un historiador griego, profesor y miembro de la facultad del Departamento de Clásicos de la Universidad de Chicago. Es especialista en historiografía griega, Platón y estudios bizantinos. También es autor de numerosas monografías sobre la Antigüedad clásica y el Imperio bizantino, que han sido traducidas a numerosos idiomas. 

## Biografía
Anthony Kaldellis nació el 29 de noviembre de 1971 en Atenas, Grecia. Recibió su título de grado (1994) y su título Doctor en Filosofía (2001) en Historia de la Universidad de Míchigan. Después de obtener su título de Doctor en Filosofía, Kaldellis se ha desempeñado como Profesor Asistente (2001-2006), Profesor Asociado (2006-2007), Profesor (2007-) y Presidente (2015-) del Departamento de Clásicos de la Universidad Estatal de Ohio.
Kaldellis es miembro de los consejos asesores del Journal of Late Antiquity (2016-), Minerva (2013-) y Greek, Roman, and Byzantine Studies (2008-); miembro de los consejos editoriales de la serie Byzantine Greek de la Dumbarton Oaks Medieval Library (2008-) y de Estudios Bizantinos: Digital Journal of the Spanish Society of Byzantine Studies (2012-); y editor asociado de Bryn Mawr Classical Review (2017-), de la que fue editor de 2010 a 2017. Anteriormente, fue editor de series de Routledge Classical Translations (2011-2015), miembro del consejo editorial de Medieval Confluences: Studies in the Intellectual History and Comparative History of Ideas of the Medieval World (2009-2019) y editor de revisión de Speculum: A Journal of Medieval Studies (2006-2012).

## Obras selectas
- The Argument of Psellos’ Chronographia, 1999
- Procopius of Caesarea: Tyranny, History, and Philosophy at the End of Antiquity, 2004
- Hellenism in Byzantium: The Transformations of Greek Identity and the Reception of the Classical Tradition, 2007
- The Christian Parthenon: Classicism and Pilgrimage in Byzantine Athens, 2010
- Ethnography after Antiquity: Foreign Lands and People in Byzantine Literature, 2014
- A New Herodotos: Laonikos Chalkokondyles on the Ottoman Empire, the Fall of Byzantium, and the Emergence of the West, 2014
- The Byzantine Republic: People and Power in New Rome, 2015
- Streams of Gold, Rivers of Blood: The Rise and Fall of Byzantium, 955 A.D. to the First Crusade, 2017
- A Cabinet of Byzantine Curiosities: Strange Tales and Surprising Facts from History's Most Orthodox Empire, 2017
- Romanland: Ethnicity and Empire in Byzantium, 2019
- Byzantium Unbound, 2019

## Podcasts
- Byzantium & Friends[2]
- An interview with Professor Anthony Kaldellis about his book The Byzantine Republic,[3] from The History of Byzantium Podcast[4]

## Videos
- Interview with Dr. Anthony Kaldellis, The Institute for the Study of Western Civilization, Texas Tech University[5]
- Anthony Kaldellis on the Crisis of Hellenism, Society for the Preservation of Greek Heritage[6]
- The Byzantines and the Classical Past (with Anthony Kaldellis)[7]